# Avinashi
Avinashi är en ort i Indien.   Den ligger i delstaten Tamil Nadu, i den södra delen av landet, 1 900 km söder om huvudstaden New Delhi. Avinashi ligger 330 meter över havet och antalet invånare är 24 327.
Terrängen runt Avinashi är platt. Runt Avinashi är det mycket tätbefolkat, med 1 095 invånare per kvadratkilometer. Närmaste större samhälle är Tiruppur, 12,7 km sydost om Avinashi. Trakten runt Avinashi består till största delen av jordbruksmark.